# Azodicarbonamide
Azodicarbonamide of azodiformamide is een organische verbinding met als brutoformule C2H4N4O2. Het is een reukloos, geel tot oranje kristallijn poeder. Het heeft het E-nummer E927. Het wordt gebruikt als voedingsmiddelenadditief, met name als deegverbeteraar, en als blaasmiddel voor kunststoffen.

## Synthese
De synthese van azodicarbonamide gaat uit van ureum en hydrazine, die reageren tot hydrazodicarbonamide (ook biureum genoemd):
{\displaystyle \mathrm {2\ NH_{2}C(O)NH_{2}\ +\ (NH_{2})_{2}\longrightarrow \ NH_{2}C(O)(NH)_{2}C(O)NH_{2}\ +\ 2\ NH_{3}} }
Hydrazodicarbonamide wordt dan geoxideerd met een geschikt oxidatiemiddel tot azodicarbonamide.

## Toepassingen
De stof wordt vooral gebruikt als blaasmiddel of schuimmiddel voor de productie van geëxpandeerde thermoplastische polymeren of rubbers, waaronder polyetheenschuimen. Het stikstofgas dat vrijkomt wanneer azodicarbonamide wordt verhit, zorgt voor het opschuimen van het polymeer.
In de voedingsindustrie wordt azodicarbonamide gebruikt als additief (E-nummer E927), met name als deegverbeteraar. Het toevoegen van een kleine hoeveelheid (tot 50 ppm) aan het meel, geeft een wittere kleur. In het brood komt de stof niet meer voor, omdat bij bevochtiging van het deeg het azodicarbonamide volledig wordt omgezet in hydrazodicarbonamide, dat stabiel is, niet ontbindt tijdens het bakken en dat weinig toxisch en niet carcinogeen is.

## Regelgeving
In de Europese Unie is het gebruik van azodicarbonamide als deegverbeteraar niet toegelaten. De Europese Commissie heeft in 2004 ook het gebruik verboden van de stof als blaasmiddel voor polymeren die in contact komen met voedingswaren. Azodicarbonamide kan namelijk bij verhitting gedeeltelijk ontleden tot semicarbazide. Semicarbazide is bij dierproeven zwak carcinogeen gebleken. Azodicarbonamide werd bijvoorbeeld gebruikt bij de productie van geschuimde pakkingen op glazen potten die nadien gesteriliseerd werden. In een aantal gevallen werd in de levensmiddelen (meer bepaald in babyvoeding) semicarbazide aangetroffen.

## Eigenschappen
Azodicarbonamide is ontvlambaar en geeft irriterende en giftige stikstofoxiden af in een brand.
De stof irriteert de ogen en de luchtwegen; veelvuldig of langdurige inademing kan astma veroorzaken. Veelvuldig of langdurig contact met de huid kan dermatitis en overgevoeligheid van de huid veroorzaken.
Azodicarbonamide wordt niet als een carcinogeen beschouwd.